# Corning, Minnesota
Corning är ett kommunfritt område i Freeborn County och Mower County i delstaten Minnesota, USA.